# Świecie nad Osą
Świecie nad Osą is een dorp in het Poolse woiwodschap Koejavië-Pommeren, in het district Grudziądzki. De plaats maakt deel uit van de gemeente Świecie nad Osą en telt 870 inwoners.